# Tessa Birnie
Tessa Daphne Birnie (Ashburton, 19 juli 1934 - 13 maart 2008) was een pianiste uit Nieuw-Zeeland.
Birnie werd in 1934 geboren in Ashburton. Ze studeerde muziek in Wellington en speelde in 1960 haar eerste concert. Ze emigreerde naar Sydney en richtte daar het Sydney Camerata Orchestra op in 1961 en de Australian Society for Keyboard Music in 1964. In 1974 kreeg ze de West German Government's Beethoven Medallion. Ze schreef meerdere muziekstukken voor keyboard. In 1997 kwam haar autobiografie, I'm Going to be a Pianist!, uit. Ze overleed op 13 maart 2008 op 73-jarige leeftijd.
- International Standard Name Identifier: 0000 0001 1760 3498
- Library of Congress Control Number: n80055758
- MusicBrainz: 9f26b8b0-1c26-47ca-b878-e9e1b8b1fd58
- Virtual International Authority File: 43135253
- WorldCat: E39PBJbWBkHmCvw9Yr9QGPDQbd